# صلاح منصور
صلاح منصور (1923 في شبين القناطر - 19 يناير 1979)، ممثل مصري اشتهر في فترة الستينات وقد عرف بأدوار الشر في السينما المصرية.

## بدايته الفنية
تخرج من معهد التمثيل عام 1947 بدأ حياته الفنية على المسرح المدرسي عام 1938 أثناء دراسته، عمل محررا في روزا اليوسف عام 1940 أسس المسرح المدرسي مع زكي طليمات كون مع زملاء دفعته فرقة المسرح الحر عام 1954 أشترك في العديد من المسرحيات مثل " الناس اللي تحت "، " ملك الشحاتين "، " برعي بعد التحسينات "، " زقاق المدق "، " ياطالع الشجرة "، " رومولوس العظيم "، " زيارة السيدة العجوز "، شارك بالتمثيل في العديد من التمثيلايات والمسلسلات الإذاعيه، عام 1947 تمثيله سهرة بعنوان " شهر في الجنة "، بطولة نعيمه وصفي وزهرة العلا وأخرج للمسرح كثيرا من المسرحيات منها " عبد السلام أفندي "، " بين قلبين " أخرج للبرنامج الثاني للإذاعة عددا من الروايات والمسرحيات العالمية "شارك في الكثير من التمثيليات والمسلسلات التفزيونيه، اخرها المسلسل الديني على هامش السيرة.
شغل منصب مستشارا، في إدارة التربية المسرحية بوزارة التربية والتعليم حتى وفاته، هو من الممثلين الذين إزدادوا موهبه مع الزمن، وفي الستينات جسد أدوارا معقدة بالغه الأهمية، من الصعب ويمكن مشاهدته بقوة في «لن أعترف»، «الشيطان الصغير»، «أرمله وثلاث بنات»، «الزوجة الثانية»

## جوائز
- حصل على عدد من الجوائز التقديرية، أول جائزة كانت عام 1954م كأحسن ممثل مصري إذاعي في مسابقه في مسابقه أجرتها إذاعة صوت العرب.
- عام 1963 على جائزة السينما عن دورة في فيلم «لن أعترف».
- جائزة أفضل دور الثاني في فيلم الشيطان الصغير.
- في عام 1966 حصل على وسام العلوم والفنون من الطبقة الأولى في عيد الفن.
- حصل على جائزة الدولة التقديرية من أكادميه الفنون في أكتوبر 1978 في الاحتفال بالعيد الفني.

## وفاته
نقل الي مستشفي العجوزة بعد أن أصيب بعديد الأمراض التي حرص علي اخفاءها من أسرته.
يذكر أنه عندما كان علي سرير الوفاة وقبل وفاته بساعات دخل عليه أخوه «جمال» وطلب منه صلاح منصور أن يعيد له اداء دوره في فيلم هملد رغم مرضه. في صباح يوم الجمعة 19 يناير 1979 توفي في المستشفي العجوزه.

## أعماله

### الأفلام
| - 1944: غرام وانتقام - 1946: شهرزاد - 1947: زهرة السوق - 1948: اليتيمتين - 1950: معلش يا زهر - 1950: ظلموني الناس - 1950: شاطئ الغرام - 1950: ساعة لقلبك - 1950: أمير الانتقام - 1950: المليونير - 1950: البطل - 1950: الآنسة ماما - 1950: أفراح - 1951: ليلة الحنة - 1951: في الهوا سوا - 1951: حبيب الروح - 1951: الصبر جميل - 1952: آمال - 1952: السماء لا تنام - 1954: قلوب الناس - 1955: جريمة حب - 1960: وطني وحبي - 1960: بداية ونهاية | - 1961: مع الذكريات - 1961: لن أعترف - 1962: شفيقة القبطية - 1962: أنا الهارب - 1962: اللص والكلاب - 1963: القاهرة - 1963: الشيطان الصغير - 1964: سر أبو الهول - 1964: أدهم الشرقاوي - 1965: هارب من الأيام - 1965: أيام ضائعة - 1965: المستحيل - 1965: تاكسي - 1965: الاعتراف - 1965: أرملة وثلاث بنات - 1966: ثورة اليمن - 1966: تفاحة آدم - 1966: المراهقة الصغيرة - 1967: ثمن الحرية - 1967: العيب - 1967: الزوجة الثانية - 1968: مراتي مجنونة مجنونة مجنونة - 1968: قنديل أم هاشم | - 1968: أيام الحب - 1968: البوسطجي - 1968: القضية 68 - 1968: 3 قصص - 1969: أبواب الليل - 1970: زوجة لخمسة رجال - 1971: شيء في صدري - 1971: البعض يعيش مرتين - 1972: حكاية بنت اسمها مرمر - 1972: عاشقة نفسها - 1972: بيت من رمال - 1972: أنف وثلاث عيون - 1973: أبو ربيع - 1974: العصفور - 1976: الرسالة - 1977: ليل ورغبة - 1978: وراء الشمس - 1978: الكلمة الأخيرة - 1978: القطط السمان - 1978: الأقمر - 1979: يمهل ولا يهمل - 1979: المغنواتي - 1979: ابن مين في المجتمع |

### المسلسلات
| - 1962: الحب الكبير - 1967: بيار الملح - 1968: لعبة الرجال - 1969: الكنز - 1969: جراح عميقة - 1972: أشياء لا ننساها | - 1973: لعبة المصير - 1978: رمضان والناس - 1978: الضباب - 1978: على هامش السيرة - 1978: أفواه وأرانب - 1978: أحلام الفتى الطائر - 1979: طيور بلا أجنحة |

### المسرحيات
- 1957: الناس اللي تحت
- 1966: شيء في صدري
- 1970: حاجه تلخبط
- 1971: الفخ

### المسلسلات الإذاعية
- 1955: علي بابا والأربعين حرامي
- 1959: عزيزة ويونس
- 1961: شخصيات تبحث عن مؤلف

## وصلات خارجية
- صلاح منصور على موقع IMDb (الإنجليزية)
- صلاح منصور على موقع الدهليز
- صلاح منصور على موقع قاعدة بيانات الأفلام العربية
- صلاح منصور على موقع ألو سيني (الفرنسية)
- صلاح منصور على موقع أول موفي (الإنجليزية)
- صلاح منصور على موقع قاعدة بيانات الفيلم (الإنجليزية)
- صلاح منصور على موقع كينوبويسك (الروسية)
- صفحة صلاح منصور في قاعدة الأفلام العربية